# Jeff Jarrett
Jeffrey Leonard Jarrett (* 14. Juli 1967 in Nashville, Tennessee), besser bekannt unter seinem Ringnamen Jeff Jarrett, ist ein US-amerikanischer Wrestler. Jarrett trat für alle großen Wrestlingligen Nordamerikas auf. Seine bisher größten Erfolge waren der sechsfache Gewinn des NWA World Heavyweight Champion Titels, der vierfache Gewinn des WCW World Heavyweight Champion Titels, sowie der sechsfache Gewinn des WWF Intercontinental Champion Titels.
Gemeinsam mit seinem Vater Jerry gründete er im Mai 2002 die Promotion Total Nonstop Action Wrestling. Am 6. Januar 2014 schied er bei TNA aus und gründete am 7. April 2014 eine neue Promotion mit den Namen Global Force Wrestling.

## Wrestling-Karriere

### Anfänge
Jeff Jarrett begann seine Karriere im professionellen Wrestling als Ringrichter in der Wrestlingliga seines Vaters, der USWA. In derselben Liga folgte im April 1986 auch sein Debüt als Wrestler. Zunächst trat er zusammen mit Pat Tanaka im Tag Team an, dann versuchte er sich auch als Einzelwrestler. 1986 gewann Jarrett den Mid–South Tag Team Champion Titel und den NWA Mid–America Champion Titel. 1988 fing er an, parallel noch für die AWA und die WCCW zu wrestlen. In letzterer Liga hatte er im gleichen Jahr seine erste lang anhaltende Fehde gegen Eric Embry um den WCWA Light Heavyweight Champion Titel, welchen er zweimal hielt. Weitere Titelgewinne zu dieser Zeit waren die WCWA Tag Team Championship (unter anderem mit Kerry von Erich) sowie der Gewinn des CWA Titels von Dutch Mantell.
Jarrett kämpfte anschließend wieder nur für die USWA, da die AWA 1991 aufgelöst und die WCCW 1990 von der USWA übernommen worden war. 1989 erhielt er erstmals die USWA Tag Team Titel. Als insgesamt 14-facher Titelträger hielt er diese so oft wie niemand zuvor. Dasselbe gilt für den USWA Southern Heavyweight Titel, welchen er zehnmal sein Eigen nennen durfte und den er 1990 erstmals von Dick Slater und im darauf folgenden Jahr unter anderem auch von Steve Austin erkämpfte.

### World Wrestling Federation (1992–1996)
Durch gute Kontakte Jeff Jarretts und Jerry Lawlers zu Vince McMahon Jr. wurde er 1993 von der WWF unter Vertrag genommen. Da aber die Einsatzmöglichkeiten von Jarrett begrenzt waren, wurde er zunächst in die USWA zurückgeschickt. Ende 1993 kehrte er mit Countrymusic–Gimmick zurück. Sein Auftritt war dabei so gewählt, dass dieser an den erfolgreichen Wrestler Ric Flair erinnern sollte. Seinen ersten Titelgewinn verbuchte Jarrett gegen Razor Ramon, als er den WWF Intercontinental Champion Titel erringen konnte. Diesen gewann er mit Hilfe seines neuen Ringbegleiters, dem Road Dogg. Mit dessen Hilfe konnte er den Titel auch einige Male verteidigen. Nach einem kontroversen Finish gegen Thurman Sparky Plugg am 19. April 1995 wurde der Titel für vakant erklärt. Jarrett holte sich diesen aber durch einen klaren Pin wieder. Gut einen Monat später musste er bei einer Veranstaltung den Titel an Razor Ramon abgeben, gewann diesen aber drei Tage später zurück.
Bei In Your House II stellte Jarrett seine Gesangskünste unter Beweis und sang live den Titel With my baby tonight, wofür der Heel viel Applaus bekam. Beim selben Event verlor Jarrett den Intercontinental Title an Shawn Michaels. Nach Streitigkeiten zwischen Jarrett und der WWF-Führung verließ er für einige Zeit die WWF und kehrte nur kurz für eine Fehde gegen Ahmed Johnson beim Royal Rumble 1996 zurück. Da er wegen der Differenzen mit der Liga-Führung kaum noch eingesetzt wurde, ließ er seinen Vertrag auslaufen (die Pause nutzte er zum Auskurieren einer Bandscheibenverletzung) und wechselte schließlich im selben Jahr zu World Championship Wrestling; die WCW befand sich anfangs ihrer stärksten Phase und bildete mittlerweile eine ernsthafte Konkurrenz für die WWF.

### World Championship Wrestling (1996–1997)
Im Oktober 1996 debütierte Jarrett in der World Championship Wrestling, lehnte aber Angebote der New World Order ab und wandte sich den Four Horsemen, dem Stable seines Idols Ric Flair, zu. In dessen Namen legte er sich bei seinen ersten Großveranstaltungs-Teilnahmen mit dem US-Champion Paul Wight an, kassierte aber bei „Halloween Havoc“ und „World War III“ Niederlagen. Obwohl er ein angesehener Teil des Kaders wurde und zahlreiche Matches bestritt, stagnierte auch in Ted Turners Promotion seine Karriere auf dem Niveau eines Durchschnittswrestlers. Erst als er wieder ohne Stable antrat, taten sich erste Titelgelegenheiten auf. Bei einer Nitro–Ausgabe nach Slamboree besiegte er US-Champion Dean Malenko, um sich dessen Titel zu sichern.
Es folgte eine Fehde mit Steve McMichael, dessen Ex-Frau Debra jetzt Jarretts Managerin war. Bei „Clash of the Champions“ 1997 verlor Jarrett dann seinen Titel an Widersacher McMichael.
Im Herbst 1997 war jedoch vorläufig Schluss mit Jarretts Gastspiel in Atlanta. Er hatte zur Verbesserung seiner Situation in der Öffentlichkeit Details seines Gehaltzettels offenbart und sich damit den Zorn der WCW-Führung zugezogen. Nach einer Niederlage gegen Booker T bei Nitro am 29. September verließ er die Promotion.

### Rückkehr zur WWF (1997–1999)

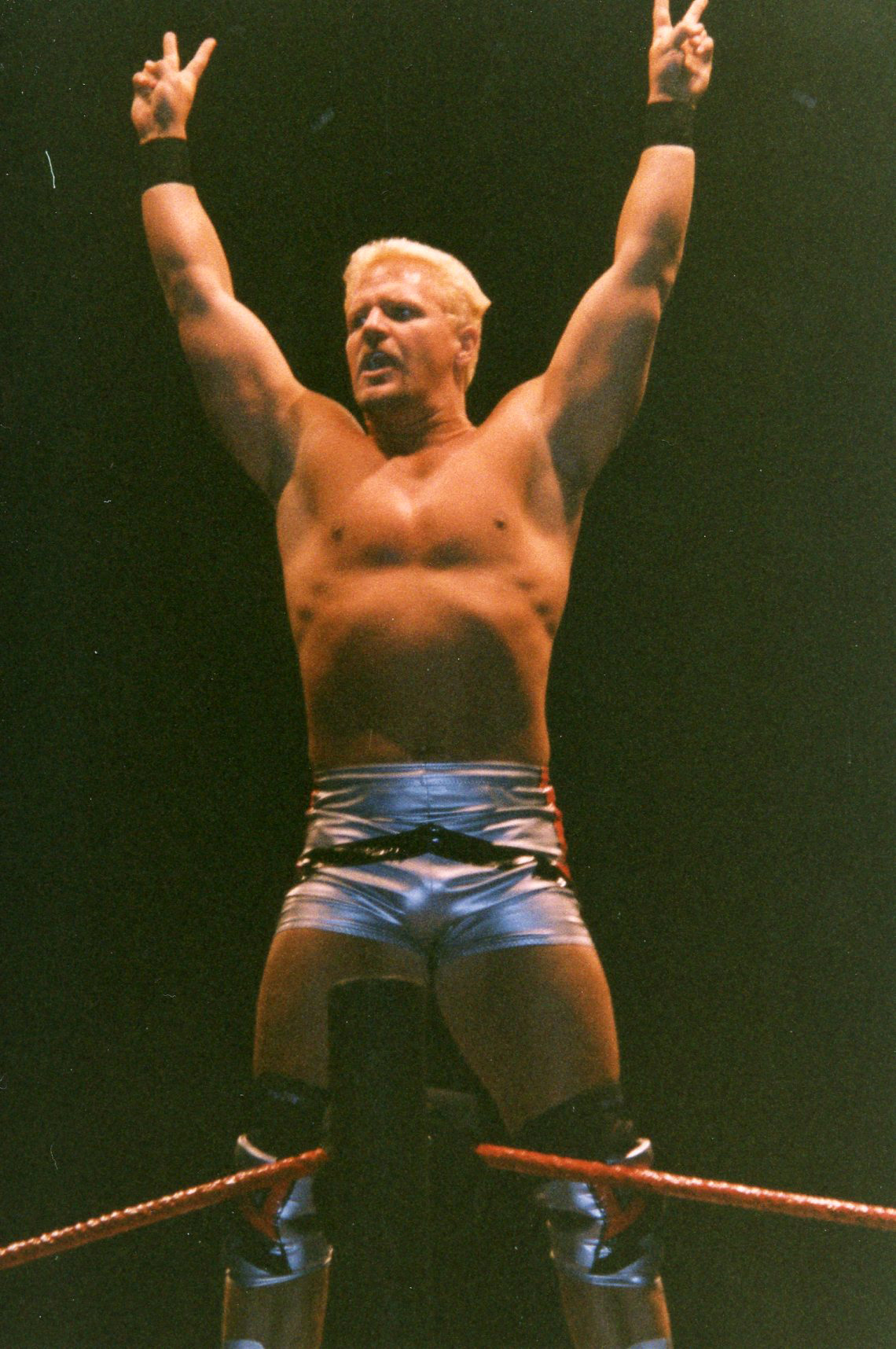
Jarrett bei einem WWF Event, 1999

Trotz turbulenter Vergangenheit heuerte Jarrett wieder bei der WWF an und kehrte bei einer RAW–Veranstaltung im Dezember auf die Federation–Bildschirme zurück.
Im Rahmen einer neuerlichen Zusammenarbeit mit der NWA versuchte sich Jarrett als Anführer nebst Manager Tennessee Lee (Col. Robert Parker) an einer Invasion selbiger in der WWF und kopierte dadurch Passagen des New World Order–Angles von 1996. Da diese Storyline aber erfolglos blieb, kehrte Jeff Jarrett wieder zu seinem Countrymusic-Outfit zurück. In der Folgezeit sank seine Bedeutung innerhalb der WWF zusehends. Beim Summerslam zog er die Aufmerksamkeit erneut auf sich: In einem Hair vs. Hair–Match verlor er gegen D-Generation X–Mitglied X-Pac und musste sich von seinen langen blonden Locken trennen, welche bis zu diesem Zeitpunkt sein optisches Markenzeichen waren.
Mit neuem Bürstenhaarschnitt und neuem Utensil, einer Gitarre mit Schriftzug „Don’t p*** me off!“, kehrte er kurz darauf zurück und scharte im Kampf gegen die D-Generation X das Tag Team Southern Justice um sich, welches aus den früheren Godwinns bestand. Bei In your House verloren sie gegen X-Pac und die New Age Outlaws.
Dafür traten Owen Hart und eine alte Bekannte auf den Plan: Debra McMichael, welche fortan als ihre Managerin fungierte. Zusammen konnten sie die WWF Tag Team Championship gewinnen. Ihre Zeit als Champions war recht erfolgreich, am 30. März 1999 verloren sie die Titel aber an X-Pac und Kane.
Die erfolgreiche Zusammenarbeit mit Owen Hart nahm ein jähes Ende, als dieser bei In Your House-„Over the Edge“ tödlich verunglückte. Eigentlich hätte bei dieser Veranstaltung Hart als Blue Blazer verkleidet die WWF Intercontinental Championship vom Godfather gewinnen sollen, so gewann nun Jarrett an dessen Stelle wenig später den Gürtel.
Jarretts nun folgende Titelregentschaft war von mehrfachem Verlust und Wiedergewinn geprägt: So verlor er ihn kurz an Edge, konnte sich das Gold aber wenig später wieder sichern. Kurz vor dem Summerslam konnte WWF European Champion D-Lo Brown den Titel erringen, beim eigentlichen Event hinterging Mark Henry seinen Partner D-Lo und Jarrett gewann beide Titel, die auf dem Spiel standen. Den European–Titel übertrug er bei RAW am folgenden Tag dann auf Henry, da dieser ihm geholfen hatte.
Hinter den Kulissen waren für Jarrett aber wieder dunkle Wolken aufgezogen. Angestachelt durch seine Aussage, Steve Austins Markenspruch „Austin 3:16“ käme mit Blasphemie und Gotteslästerung gleich, verhinderte Austin den Aufstieg Jarretts zum Maineventer. Durch eine unglückliche Verkettung von Ereignissen wurde Jarretts auslaufender Vertrag mit der WWF nicht mehr verlängert und er wechselte in die WCW.
Vince McMahon hatte versucht, die in seinem Auftrag durch Jim Ross geleiteten Vertragsverhandlungen noch zu retten. Insbesondere da Jarrett noch den Intercontinental Champion Titel hielt, war es ihm ein Anliegen, dass dieser den WWF-Titel nicht mit zur Konkurrenz nimmt. Doch Jarrett hatte bereits bei der WCW unterschrieben. So soll ihm der Eigentümer der WWF eine horrende Summe dafür überlassen haben, dass er den Titel zuerst noch an Chyna verliert. Dass er diesmal seinen Championgürtel an eine Frau verlieren sollte, war eine Art Demütigung für Jarrett seitens der WWF, die sich von ihm hintergangen gefühlt hatte. Nachdem Jarrett die WWF verlassen hatte, verkündete McMahon, dass wegen der Unzuverlässigkeit Jarretts von nun an die Tür zur WWF für ihn für immer verschlossen bleiben würde.

### Rückkehr zur WCW (1999–2001)
Einen Tag nach seinem letzten WWF-Event No Mercy kehrte Jarrett in die WCW zurück. Nachdem er bei Starrcade gegen Dustin Rhodes in einem Bunkhouse–Brawl gewonnen hatte, bestritt er im Co–Main Event sein zweites Match gegen Chris Benoit. Im besten Kampf des Abends, einem Leitermatch um den WCW United States Heavyweight Championship-Titel, unterlag Jarrett zwar, gewann den Titel aber im Rückmatch einen Tag später. In derselben Nacht tat er sich außerdem mit Bret Hart, Kevin Nash und Scott Steiner zur Neuauflage der New World Order zusammen.
Da die Veranstaltungen der WCW zu dieser Zeit schlechte Zuschauerzahlen und Kritiken hatten, schlossen sich Eric Bischoff und Vince Russo zusammen, um einen neuen Umbruch zu starten. Dies alles geschah im Vorfeld von Spring Stampede. Alle Titel wurden für vakant erklärt und bei der Veranstaltung neu ausgekämpft, auch der US-Titel. Jeff Jarrett und Diamond Dallas Page sollten dort nun den Heavyweight–Titel unter sich auskämpfen. Double J gewann das Match unter Mithilfe von DDPs Valet Kimberley. Damit gewann Jarrett seinen ersten World Heavyweight Titel. Zwar verlor er diesen kurze Zeit darauf, aber er konnte ihn sich bei Slamboree in einem Triple Cage Match zurückholen. Mit einigen kurzen Unterbrechungen hielt Jarrett den Titel dann auch bis zu Bash At The Beach 2000.
Hinter den Kulissen setzte Hulk Hogan seinen Einfluss dazu ein, beim Bash wieder Champion zu werden. Doch beim eigentlichen Match legte sich Jarrett einfach hin und wurde lässig von Hogan gecovert. Im Anschluss daran hielt WCW-Teilchef Vince Russo eine Shootrede gegen Hogan und feuerte ihn daraufhin. Jarrett und Booker T kämpften schließlich im Main Event um den Titel, welchen sich Booker sicherte. Bei den folgenden Rückmatches musste sich Jarrett ebenfalls geschlagen geben. Im letzten Jahr der WCW war er Teil von Ric Flairs Heel-Gruppierung Magnificient Seven.
Die WCW wurde dann an die WWF verkauft und Jarrett wurde nicht in die Federation übernommen, auch aufgrund der alten Querelen mit WWF-Besitzer Vince McMahon. Dies zeigte sich am letzten Abend der WCW, denn McMahon feuerte Jarrett zu Beginn der Show vor laufenden Kameras.

### World Wrestling All-Stars (2001–2003)
Ohne Arbeitsplatz tourte Jarrett durch die Independent-Szene, um dann bei World Wrestling All-Stars zu landen. Beim Inception PPV in Sydney, Australien, sicherte er sich dabei in einem Stahlkäfigmatch gegen seinen früheren Partner Road Dogg den WWA World Heavyweight Champion-Titel. Diesen Titel gab er allerdings im Jahr 2002 ab, um sich gemeinsam mit seinem Vater Jerry seinem bisher wohl wichtigsten Projekt zu widmen: einer eigenen Wrestling–Promotion.

### Total Nonstop Action Wrestling (2002–2011)

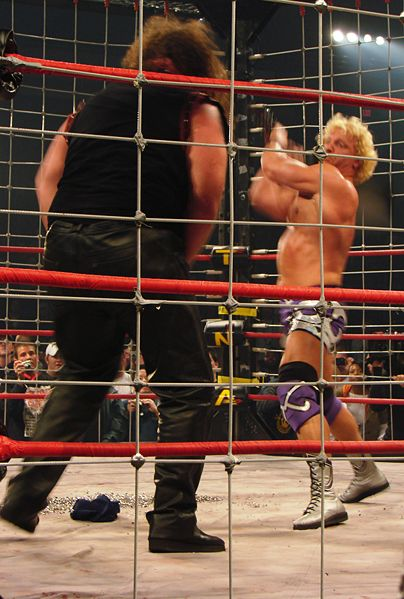
Jeff Jarrett führt seinen Finisher Acoustic Equalizer an Abyss aus.

Jeff Jarrett beschloss in Zusammenarbeit mit seinem Vater und der NWA eine eigene Wrestling-Promotion auf die Beine zu stellen: NWA Total Nonstop Action Wrestling. Am 20. November 2002 wurde Jeff Jarrett zum ersten Mal NWA-World-Heavyweight-Champion, als er Ron Killings besiegen durfte. Durch einen Sieg über WWA-Champion Sting in einem Titelvereinigungsmatch schloss Jarrett dann auch das Kapitel „World Wrestling All-Stars“ endgültig ab.
Erst im Juni 2003 verlor Jeff seinen NWA-World-Heavyweight-Titel an A.J. Styles. Er holte ihn sich Ende des Jahres zwar von selbigem zurück, verlor den Gürtel aber im April 2004 nach langer Fehde erneut an Styles. Gegen Raven konnte er sich den Titel im September 2005 zurückholen und hielt den Titel mit kurzer Unterbrechung durch Rhino bis Februar 2006. Da verlor er ihn gegen Christian Cage.
Bei TNA Slammiversary 2006 konnte sich Double J aka Jeff Jarrett den NWA World Heavyweight-Championship aber erneut in einem speziellen Gimmickmatch sichern. Er setzte sich unter anderem gegen Sting, Christian Cage und Ron Killings durch. Jim Cornette erkannte ihm zwar den Titel noch während der Veranstaltung ab, jedoch wurde Jarrett in der nächsten Ausgabe von „TNA Impact!“ wieder zum Champ erklärt. Beim PPV TNA Bound for Glory verlor er seinen Titel an Sting. In diesem Match ging es um den Titel Jarretts sowie Stings Karriere. Daraufhin nahm er eine aktive Auszeit.
Im April 2007 kehrte Jeff Jarrett dann zurück vor die Kameras, wo er in die Fehde zwischen Team Angle und der Christian Coalition involviert wurde, wobei er sich als fünften Mann für das Team von Kurt Angle für das Lethal Lockdown-Match bei Lockdown 2007 präsentierte. Danach folgte eine Fehde gegen Robert Roode. Jarrett zog sich daraufhin vorerst von seinen aktiven Rollen bei TNA zurück, nachdem seine Frau Jill an Krebs erkrankte und daran auch verstarb. Neben seinen Aufgaben im Backstagebereich kümmerte er sich um die Erziehung der gemeinsamen Töchter.

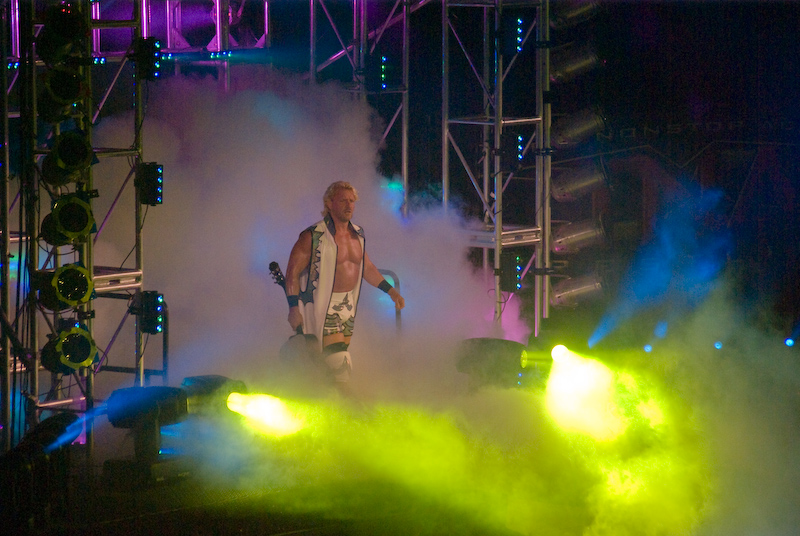
Jeff Jarrett beim Bound to Glory IV Event, 2008.

Jarrett feierte sein Comeback bei No Surrender 2008, wo er im Match um den TNA World Heavyweight Championship eingriff und Kurt Angle mit einem Schlag mit einer Gitarre das Match kostete. Dies führte zu einer Fehde, in der er auch Mick Foley als neuen TNA-Worker involvierte und u. a. das Match zwischen Jarrett und Angle bei Bound for Glory 2008 leitete, welches Jarrett gewann. Die Fehde entwickelte sich weiter, als Angle mit Sting, Booker T und Kevin Nash die Main Event Mafia bildete. Jarrett selber verbündete sich mit der TNA Frontline. Die Fehde dauerte bis Juni 2009, worauf Jarrett sich erneut zurückzog und erst Ende des Jahres wieder als Wrestler zurückkehrte.
2010 folgte eine erneute Fehde gegen Sting. In diese wurden auch neu verpflichtete Legenden wie Hulk Hogan und Ric Flair involviert, welches in einem Lethal Lockdown-Match zwischen Team Hogan und Team Flair mit Sting mündete. Jarrett war hierbei auf der Seite von Hogans Team, welches letztendlich auch gewann. Es folgten eine Reihe von Matches bei darauffolgenden PPVs und Impact-Ausgaben. Bei Bound for Glory 2010 turnte er wieder zum Heel, als er zuerst Samoa Joe in einem Tag Team-Match im Stich ließ und später ein Teil einer Storyline wurde, in der eine Gruppierung um Hulk Hogan, zu denen auch namhafte Wrestler wie Jeff Hardy, Abyss, AJ Styles oder Beer Money Inc. dazugehörten, die Macht über TNA übernahm. Dies war die Gründung des Stables Immortal.
Kurz darauf begann Jeff Jarrett im Zuge des MMA-Booms eine MMA-Storyline, in der er mehrere Exhibitionmatches mit Amateurfightern stellte. Dies führte dann zu einer Fehde mit Kurt Angle, die auf einem realen Hintergrund basiert: Schon 2008 hatte Jarrett eine Affäre mit Angles Frau Karen, die sich daraufhin vom Olympiasieger scheiden ließ und Jarrett heiratete. Für die Storyline wurde dieser Hintergrund einbezogen. Nachdem die Fehde im Juni 2011 geendet hatte, war Jeff Hardy der nächste Gegner. Im Zuge dessen wurden Jarrett sowie Karen nach einem verlorenen Match im Dezember 2011 entlassen. Seitdem trat er für wenige Matches in Japan, Indien und bei der mexikanischen Liga AAA auf. Am 6. Januar 2014 schied Jarrett komplett aus der TNA-Ligenführung aus und ist nunmehr stiller Teilhaber.

### Global Force Wrestling (seit 2014)
Am 7. April 2014 gab Jarrett die Gründung einer neuen Promotion mit Namen Global Force Wrestling bekannt.

### Rückkehr zur TNA Wrestling (2015, 2017)
Jarrett kehrte zusammen mit seiner Frau Karen Jarrett am 24. Juni 2015 zur TNA Wrestling zurück. Jarrett gab bekannt, dass er Teil des King of the Mountain-Matches bei Slammiversary XIII sein wird. Jarrett gewann sein drittes King of the Mountain-Match und wurde somit am 28. Juni 2015 der neue TNA King of the Mountain Champion. Am 12. August wurde Jarrett von TNA-Präsident Dixie Carter zum neuen General Manager von Impact Wrestling ernannt, nachdem General Manager Bully Ray angegriffen worden war. In der darauf folgenden Woche wurde bekannt, dass Karen Jarrett die Angriffe auf Bully Ray und Drew Galloway inszeniert hatte. Jarrett kehrte Carter den Rücken zu und entschied sich dafür, sich mit seiner Frau zu verbünden. In der Episode vom 16. September von Impact Wrestling forderte Carter Jarrett heraus in einem 10-Man-Tag-Team-Match um die volle Kontrolle über TNA. Bei der Ausgabe des Impact Wrestling vom 16. September besiegte das Team TNA das Team GFW in einem Lethal Lockdown Match. Dadurch erwarb Dixie Jarretts Anteile und die volle Kontrolle über TNA. Später wurde berichtet, dass Jarrett seine Minderheitsbeteiligung an Panda Energy verkauft hatte.
Am 5. Januar 2017 wurde bekannt gegeben, dass Jarrett sich Impact Wrestling angeschlossen hatte, jetzt im Besitz von Anthem Sports & Entertainment. Am 28. Juni wurde berichtet, dass Impact Wrestling Global Force Wrestling erworben hatte. Am 5. September wurde bekannt gegeben, dass Jarrett eine „unbefristete Beurlaubung“ von Impact Wrestling nehmen werde. Am 23. Oktober bestätigte Impact Wrestling die Beendigung seiner Beziehung zu Jarrett und seiner Firma Global Force Entertainment Inc.

### Zweite Rückkehr zur WWE (seit 2018)
Am 19. Februar 2018 kündigte WWE an, dass Jarrett in die WWE Hall of Fame aufgenommen werden würde. Jarrett wurde am 6. April von seinem langjährigen Freund Road Dogg aufgenommen. Im Januar 2019 wurde Jarrett von der WWE als Producer eingestellt. Er erschien, mit der Startnummer zwei, als überraschender Teilnehmer im Royal-Rumble-Match, wo er Elias ein Duett vorschlug. Elias schlug Jarrett mit seiner Gitarre und eliminierte ihn. In der folgenden Nacht bei Raw unterbrach Jarrett Elias und sang mit seinem ehemaligen Partner Road Dogg. Die beiden sangen „With My Baby Tonight“, bis Elias Jarrett als auch Road Dogg mit einer Gitarre angriff.

### All Elite Wrestling (seit 2022)
Am 2. November 2022 hatte Jarrett sein Debüt für All Elite Wrestling (AEW) in Dynamite. Jarrett trat gemeinsam mit The Lethal Connection (Jay Lethal, Satnam Singh, Cole Karter und Sonjay Dutt) auf, nachdem diese Darby Allin attackiert hatten. AEW-Präsident Tony Khan kündigte an, dass Jarrett als Director of Business Development für AEW arbeiten würde.

## Wrestling-Erfolge
World Wrestling Federation
- Hall of Fame (Class of 2018)

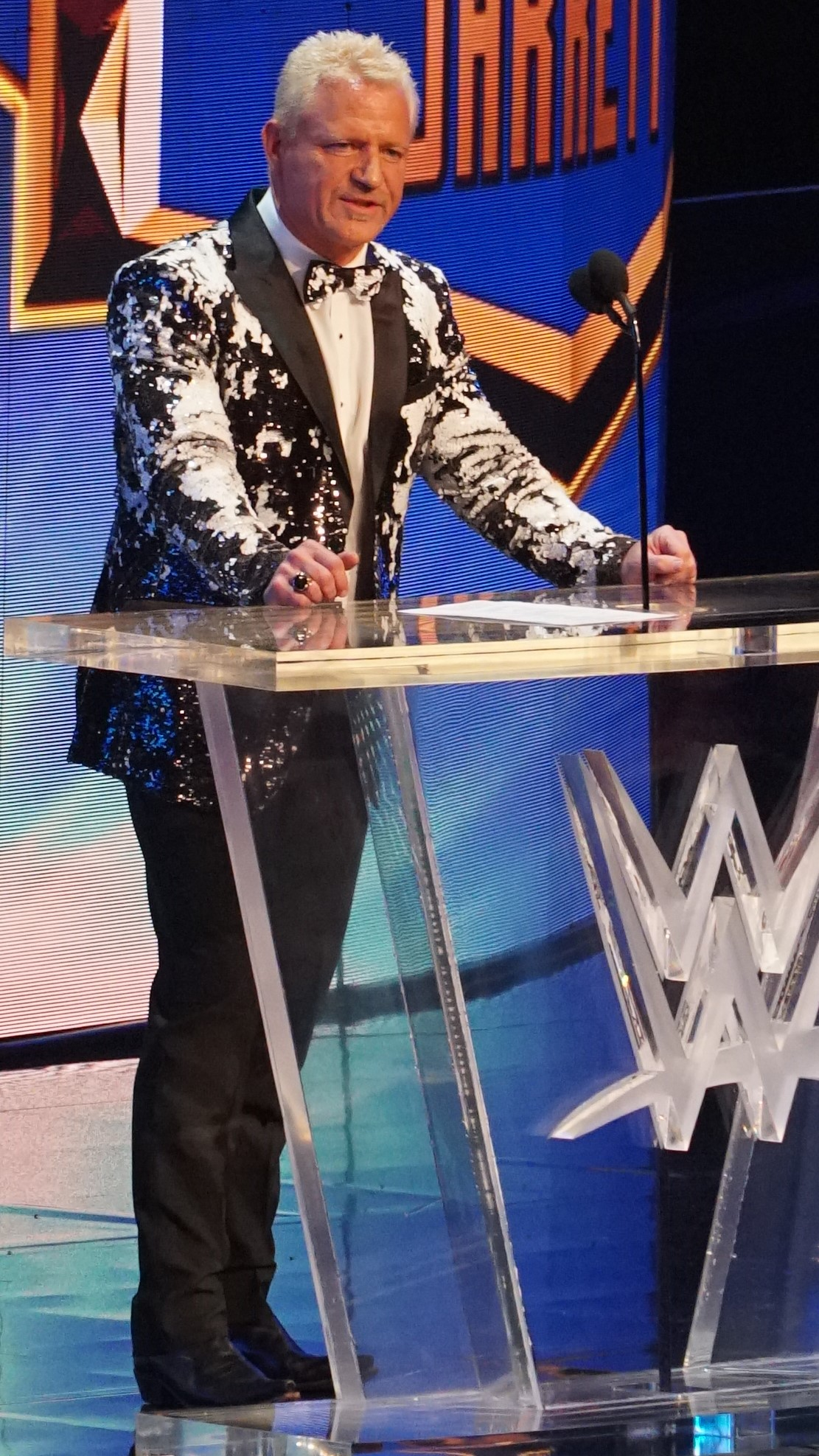
Jeff Jarrett bei der Einführung in die Hall of Fame.

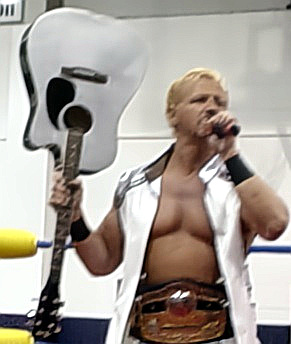
Jeff Jarrett als NWA World Heavyweight Champion.

- WWF Intercontinental Championship (6×)
- WWF European Championship (1×)
- NWA North American Heavyweight Championship (1×)
- WWF World Tag Team Championship (1× mit Owen Hart)

World Championship Wrestling
- WCW World Heavyweight Championship (4×)
- WCW United States Heavyweight Championship (3×)

Total Nonstop Action Wrestling
- Hall of Fame (Class of 2015)>
- NWA World Heavyweight Championship (6×)
- TNA King of the Mountain Championship (1×)
- King of the Montain (2004, 2006, 2015)

Asistencia Asesoría y Administración
- AAA Mega Championship (2×)

United States Wrestling Association
- USWA Unified World Heavyweight Championship (3×)
- USWA Southern Heavyweight Championship (10×)
- USWA World Tag Team Championship (2× mit Brian Christopher, 1× mit Cody Williams, 2× mit Jeff Gaylord, 4× mit Jerry Lawler, 2× mit Matt Borne, 3× mit Robert Fuller)

Continental Championship Wrestling
- NWA Alabama Heavyweight Championship (1×)

Continental Wrestling Association
- CWA Heavyweight Championship (1×)
- NWA Mid-America Championship (5×)
- CWA International Tag Team Championship (1× mit Pat Tanaka, 1× mit Paul Diamond)
- AWA Southern Tag Team Championship (3× mit Billy Joe Travis, 1× mit Pat Tanaka)

NWA Cyberspace
- NWA Cyberspace Heavyweight Championship (1×)

Pennsylvania Championship Wrestling
- PCW American Heavyweight Championship (1×)

World Class Wrestling Association
- WCWA Light-Heavyweight Championship (2×)
- WCWA Tag Team Championship (1× mit Kerry Von Erich, 1× mit Matt Borne, 1× mit Mil Máscaras)

World Series Wrestling
- WSW Heavyweight Championship (1×)

World Wrestling All-Stars
- WWA World Heavyweight Championship (2×)